# Kohleiche
Kohleiche ist eine Hofschaft in der bergischen Großstadt Wuppertal. 

## Lage und Beschreibung
Die Hofschaft liegt im Nordwesten der Stadt auf 217 m ü. NHN auf dem Höhenzug zwischen dem Eigenbach und dem Brucher Bach im Nordwesten des Wohnquartiers Eckbusch des Stadtbezirks Uellendahl-Katernberg nahe der Stadtgrenze zu Wülfrath. Unmittelbar am Ort, der durch die Straße Zur Kohleiche angebunden ist, verläuft die Trasse der Bundesautobahn 535. Östlich von Kohleiche befindet sich ein kleines Waldgebiet.
Benachbarte Wohnplätze und Ortschaften sind Schloss Aprath, Aprath, Obenaprath, Schmalt, Klein- und Großhöfchen, Rosenland, Neuenhaus, Naurathssiepen, Hixter, Melandersbruch, Eschenkamp, Wiesenhaus, Kotthaus, Zum Kothen und das Gut Steinberg. Das ebenfalls benachbarte Steinbergsspliß ist abgegangen.
Nördlich von Kohleiche befindet sich ein Steinbruch, der als Naturdenkmal unter Schutz gestellt wurde.

## Geschichte
Der Hof wurde im Jahr 1545 als Kohleick urkundlich erwähnt. Zu der Zeit ist die Zugehörigkeit des Hofs zur Honschaft Oberdüssel der bergischen Herrschaft Schöller im Amt Solingen beurkundet.
Auf der Topographia Ducatus Montani des Erich Philipp Ploennies aus dem Jahre 1715 ist der Hof als Kohleich eingezeichnet. Auf der Topographischen Aufnahme der Rheinlande von 1824 sind zwei unmittelbar benachbarte Wohnplätze als Kohleick eingezeichnet. Diese werden auf der Preußischen Uraufnahme von 1843 als Ob. Kohleich und Unt. Kohleich beschriftet. Auf Messtischblättern trägt der Ort im Laufe des 20. Jahrhunderts, der zusammengewachsen nun nicht mehr in Obere und Untere Kohleiche unterschieden wird, ebenfalls den Namen Kohleiche.
Im 19. Jahrhundert gehörte Kohleiche zu der Honschaft Oberdüssel der Bürgermeisterei Wülfrath. Damit gehörte es von 1816 bis 1861 zum Kreis Elberfeld und ab 1861 zum alten Kreis Mettmann. Kohleiche lag unmittelbar an der Grenze zwischen Oberdüssel und der Gemeinde Sonnborn, die 1880 in Vohwinkel umbenannt wurde.
1888 lebten in Kohleiche 13 Einwohner in zwei Wohnhäusern. Der Ort wird dort Kohleiche genannt.
Mit der Kommunalreform von 1929 wurde der östliche Teil der Gemarkung Oberdüssel um Kohleiche von Wülfrath abgespalten und in die neu gegründete Stadt Wuppertal eingemeindet. 
1990 wurde auf einem tiefen Einschnitt an Kohleiche vorbei der Lückenschluss der Bundesstraße 224n zwischen Velbert und Wuppertal fertiggestellt. Südlich des Orts überquerte die Schnellstraße auf einer hohen Brücke den Brucher Bach. Nach Fertigstellung wurde diese 2007 zur Bundesautobahn 535 hochgestuft.